# Alternanz (Linguistik)
Alternanz, Alternation, Mutation oder Lautwechsel bezeichnet in der Phonologie die regelmäßige Veränderung der Aussprache eines Morphems in Abhängigkeit vom Kontext. Dieses Phänomen ist auch als Morphemalternanz bekannt.
Die verschiedenen Ausspracheweisen nennt man  Alternanten bzw. Allomorphe des betreffenden Morphems. Wann welche Realisation eines Morphems auftritt, ist durch lautliche Regeln vorhersagbar. Der Begriff Lautwechsel ist dabei vom Lautwandel zu unterscheiden, da letzterer diachrone Veränderungen der Aussprache beschreibt, Alternanz/Lautwechsel bezeichnet dagegen synchrone Veränderungen.
Man unterscheidet:
- phonetische Alternanz, zum Beispiel die Auslautverhärtung im Deutschen: Das zugrundeliegende Phonem /d/ wird je nach Umgebung stimmlos oder stimmhaft artikuliert, z. B. in [hunt] („Hund“, Sg.) versus [hundə] („Hunde“, Pl.). Zugrundeliegende stimmhafte Verschlusslaute bzw. Obstruenten werden demnach am Wortende stimmlos ausgesprochen.
- morphologische oder formale Alternanz, zum Beispiel die verschiedenen Formen des Pluralmorphems im Englischen: /-s/ (cats), -z (dogs), -iz (horses), -en (oxen) und Nullallomorph -Ø (sheep).
- grammatische Alternanz, zum Beispiel der Lautwechsel zwischen Wortformen wie „Vater“ – „Väter“ markiert den Unterschied im Numerus zwischen Einzahl (Singular) und Mehrzahl (Plural), auch der Lautwechsel im Stamm der starken Verben wie im Fall von „bleib-(en)“ – „blieb“ hat eine grammatische Funktion und zeigt unterschiedliche Zeiten (Tempora) an.

Im mentalen Lexikon wird aus Gründen der Beschreibungsökonomie nur die angenommene zugrundeliegende Form (z. B. /hund/ für „Hund“) aufgeführt, während die jeweiligen alternativen Formen durch phonologische Regeln davon abgeleitet werden.
Siehe auch:
- Anlautmutation